# Chlum (Benešovská pahorkatina, 506 m)
Chlum (řidčeji též Přibyšický Chlum) je vrch o nadmořské výšce 506 m, nacházející se u Přibyšic, asi 4 km západně od Konopiště mezi městy Benešov a Neveklov. Vrch se nalézá ve Středočeské pahorkatině, geomorfologickém celku Benešovská pahorkatina, geomorfologickém podcelku Dobříšská pahorkatina a geomorfologickém okrsku Netvořická vrchovina. Geologicky je součástí Středočeského plutonu, Netvořicko-neveklovského ostrova.

## Popis
Jde o suk, zalesněný mimo jiné starou bučinou s příměsí jedle a javoru klenu. Na jihovýchodním úpatí vrchu, na ostrohu nad soutokem potoka Tisem a Janovického potoka stojí zřícenina hradu Kožlí ze 14. století. V severním svahu kopce je vyhloubena asi 10 m hluboká štola nejistého původu, nazývaná Kaverna, na jejímž konci je malé jezírko s tmavočerveně zbarvenou vodou. Po severním a východním úbočí kopce prochází červená turistická značka KČT.